# زخاري كلاشوف
زاخاي كنيازيفيتش كلاشوف؛ ولد في 20 مارس 1953، ويلقب بالروسية شاكرو الشاب، هو زعيم مافيا روسي، ورجل عصابات سيئ السمعة ولص في القانون من أصل يزيدي. يُعتقد على نطاق واسع أنه أحد أبرز رجال المافيا الروس.

## السيرة الذاتية
وفقًا للحكومة الفيدرالية للولايات المتحدة، يُعد كلاشوف "عضوًا رئيسيًا" في المنظمة الإجرامية المعروفة باسم "دائرة الإخوة." في يونيو 2005، شنت السلطات الإسبانية "عملية الدبور" التي استهدفت 30 عضوًا من دائرة الإخوة، مما أدى إلى مصادرة 800 حساب بنكي وفيلات فاخرة وسيارات. فر كالاشوف إلى الإمارات العربية المتحدة، حيث اعتقل في عام 2006. وهو أكبر عضو في المافيا الروسية يتم اعتقاله خارج روسيا. تم تسليمه لاحقًا إلى إسبانيا وأدين بتهمة غسيل الأموال والابتزاز في عام 2009. في يونيو 2010، حكم عليه بالسجن لمدة سبع سنوات ونصف وغرامة قدرها 20 مليون يورو. في عام 2011، زادت عقوبته إلى تسع سنوات في السجن وزادت الغرامة إلى 22.5 مليون يورو.
في سبتمبر 2010، وافقت محكمة إسبانية على تسليم كالاشوف إلى جورجيا، حيث كان قد أدين غيابيًا بالاختطاف وجرائم أخرى وحكم عليه بالسجن لمدة 18 عامًا. سُمح له باستئناف قرار تسليمه أمام المحكمة العليا الإسبانية. في 27 أكتوبر 2014، قضت المحكمة الإسبانية بطرده إلى روسيا ولكن ليس تسليمه إلى جورجيا. لم يكن واضحًا لماذا أرسلته المحكمة إلى روسيا، حيث يحمل جنسيتها أيضًا، بدلاً من تسليمه إلى جورجيا لقضاء عقوبته. عاد إلى موسكو في 29 أكتوبر 2014، حيث ورد أنه التقى بإدارة التحقيقات الجنائية التابعة لوزارة الشؤون الداخلية الروسية في اجتماع "وقائي" قبل إطلاق سراحه.